# SF映画
SF映画（）は、SF（サイエンス・フィクション）をモチーフにした映画。宇宙人やモンスター、宇宙旅行、宇宙戦争、海底探検、タイムマシン、人工知能、アポカリプス、サイバーパンク、ディストピアなどの題材がよく扱われる。英語では主にSci-Fi（サイファイ）と略される。
SFは現在の世界とは違う作品世界を、社会的、文化的、技術的な考証を元に構築するが、SF映画では非現実の世界を映像で実現する事と、一般大衆を対象にした物語が要求され、作品世界の背景を解説するより、映像的な驚きに主体を置き、勧善懲悪の物語の作品が多い。
実写作品の場合はSFX を駆使して作られることが多い。そのためSF映画の多くはSFXによる特殊映像を売り物にする特撮映画の形をとっている。なお、SFXは映像における特殊効果・特殊撮影のことであり、SF映画に限らず戦争映画などの一般映画でも用いられる。

## 歴史

### 1900年～
世界初のSF映画は、1902年にジョルジュ・メリエスがジュール・ヴェルヌの小説に鼓舞され製作した、フランスの映画『月世界旅行』（Le Voyage dans la Lune）と言われている。この映画では、強力な大砲から発射された宇宙船での月旅行を描き、宇宙旅行や異星人の設定、当時では革新的な特殊効果により、空想的な映像を具体化し将来のSF映画に大きな影響を及ぼした。
1910年にはJ・シャーリー・ドーレイがメアリ・シェリーの小説『フランケンシュタイン』（Frankenstein）を映画化。
1925年『ロスト・ワールド』（The Lost World）は、アーサー・コナン・ドイルの原作での人気があるテーマであり、1960年『失われた世界』（The Lost World）でリメイクされている。
1927年のフリッツ・ラングによる『メトロポリス』（Metropolis）は、未来都市とロボットを登場させ、未来社会を描いたSF映画として有名で、前出の『月世界旅行』は空想に重きを置いた物語であるが、SF的設定の確かさでは本作がSF映画の始祖とも言える。1984年には現存するフィルムを集め、ジョルジオ・モロダーにより纏められた再編集版が公開されている。

### 1930年～
1930年代からはトーキーが入り、今日のSF映画に直接影響を残す作品が作られている。
1931年のジェームズ・ホエール(James Whale)の『フランケンシュタイン』(FRANKENSTEIN)は、ロンドンの喜劇舞台が元になっているため、原作との相違点が多いが、モンスターの造形は、「フランケンシュタイン」のキャラクターを決定付ける影響があった。
1933年にはメリアン・C・クーパー、アーネスト・B・シェードザックによる、『キング・コング』(KING KONG)が製作され、アメリカのKING OF MONSTERとして幾度とリバイバル上映され、1976年、2005年に同名でリメイクが作成されている。特にピーター・ジャクソン監督版は、初代に忠実である。
H・G・ウェルズの原作では、1933年『透明人間』(THE INVISIBLE MAN)、『獣人島』(ISLAND OF LOST SOULS)：モロー博士の島が製作されており、以後何度かリメイクされることになる。
1941年にはアニメーション、1948年には実写版の『スーパーマン』(SUPERMAN)が、1943年には『バットマン』(THE BATMAN)が製作され、コミックヒーローの映画化がされている。この頃は、スペクタクルなSF映画よりホラーの「吸血鬼」「狼男」「ドラキュラ」「ミイラ男」などが多く作成されている。

### 1950年～
1950年代はSF映画ブームと言える。
ジョージ・パルは特撮を生かした4本の本格SF映画を製作している。1950年『月世界征服』(DESTINATION MOON)、1951年『地球最後の日』(WHEN WORLDS COLLIDE)、1953年『宇宙戦争』(WAR OF THE WORLDS)、1959年『タイム・マシン』(THE TIME MACHINE)、それぞれの原作は、ロバート・A・ハインライン『宇宙船ガリレオ号』、エドウィン・パルマーとフィリップ・ウィリー『地球最後の日』、ハーバート・ジョージ・ウェルズ『宇宙戦争』、H・G・ウェルズ『タイム・マシン』。
1951年『地球の静止する日』(THE DAY THE EARTH STOOD STILL)ロバート・ワイズ監督、同年『遊星よりの物体X』(THE THING FROM ANOTHER WORLD)ハワード・ホークス製作（監督）。
1954年には『海底二万哩』(20,000 LEAGUES UNDER THE SEA)をウォルト・ディズニーが製作。ネモ船長とノーチラス号のイメージはこの作品が決定づけていると言っても過言ではない。
1956年『禁断の惑星』(FORBIDDEN PLANET)のロボットロビィは、『地球の静止する日』のゴートと、『宇宙家族ロビンソン』（1965年からのアメリカのTVシリーズ）のフライディと共に、いわゆる「ロボット」のキャラクターを確立した。
『ボディ・スナッチャー/恐怖の街』(INVASION OF THE BODY SNATCHERS)は、独立系プロによる低予算映画である。
1957年『縮みゆく人間』(THE INCREDIBLE SHRINKING MAN)は、リチャード・マシスンの原作で、この時代、放射能を題材にした映画が多く作成されている。
日本では、1954年に本多猪四郎監督が『ゴジラ』を製作。以後50年で28作品が製作された。

### 1960年～
1960年原作アーサー・コナン・ドイルの『失われた世界』(THE LOST WORLD)と、1961年原作ジュール・ヴェルヌの『SF巨大生物の島』(MYSTERIOUS ISLAND)は、共に登場する恐竜などに特撮を使用しているが、前者のウィリス・オブライエンは、1925年の『ロスト・ワールド』を担当しており、後者のレイ・ハリーハウゼンとも関係が深い。この後、レイは1967年『恐竜100万年』1969年『恐竜グワンジ』を手がける。
- 1964年『博士の異常な愛情』(DR. STRANGELOVE OR : HOW I LEARNED TO STOP WORRYING AND LOVE THE BOMB)、スタンリー・キューブリック監督
- 1966年『ミクロの決死圏』(FANTASTIC VOYAGE)
- 1966年『華氏451』(FAHRENHEIT 451)
- 1967年『バーバレラ』(BARBARELLA)
- 1967年『魚が出てきた日』(THE DAY THE FISH CAME OUT)
- 1968年『2001年宇宙の旅』(2001: A SPACE ODYSSEY)、スタンリー・キューブリック監督
- 1968年『猿の惑星』(PLANET OF THE APES)

日本では、東宝のSFシリーズとも言える『電送人間』、『ガス人間第一号』が1960年に、『世界大戦争』が1961年に、『妖星ゴラス』が1962年に、『マタンゴ』、『海底軍艦』が1963年に公開されている。
また、1961年東宝の『モスラ』、1965年大映の『大怪獣ガメラ』、1967年松竹の『宇宙大怪獣ギララ』、日活の『大巨獣ガッパ』と怪獣が次々と生み出された。

## ベスト10
- 科学者グループによるベスト10（Our expert panel votes for the top 10 sci-fi films）
  - 英国のガーディアン誌発表（2004年8月26日）

1. ブレードランナー Blade Runner  (1982)
2. 2001年宇宙の旅 2001: A Space Odyssey  (1968)
3. スター・ウォーズ / スター・ウォーズ/帝国の逆襲 Star Wars (1977) / The Empire Strikes Back  (1980)
4. エイリアン ALIEN  (1979)
5. 惑星ソラリス SOLARIS  (1972)
6. ターミネーター / ターミネーター2 Terminator (1984) / T2: Judgement Day (1991)
7. 地球の静止する日 Day the Earth Stood Still  (1951)
8. 宇宙戦争 War of the Worlds  (1953)
9. マトリックス The Matrix  (1999)
10. 未知との遭遇 Close Encounters of the Third Kind  (1977)

- 2008年にアメリカン・フィルム・インスティチュートが発表した10ジャンルのトップ10におけるSF映画のトップ10。

1. 2001年宇宙の旅  2001: A Space Odyssey  (1968)
2. スター・ウォーズ エピソード4/新たなる希望 Star Wars (1977)
3. E.T.  E.T. The Extra Terrestrial (1982)
4. 時計じかけのオレンジ A Clockwork Orange (1971)
5. 地球の静止する日 Day the Earth Stood Still  (1951)
6. ブレードランナー Blade Runner  (1982)
7. エイリアン ALIEN  (1979)
8. ターミネーター2 T2: Judgement Day (1991)
9. ボディ・スナッチャー/恐怖の街 Invasion of the Body Snatchers  (1956)
10. バック・トゥ・ザ・フューチャー Back to the Future (1985)

- 2014年に情報誌Time Outロンドン版が発表した「SF映画のベスト100（100 Best sci-fi movies）の上位10本。

1. 2001年宇宙の旅 2001: A Space Odyssey  (1968)
2. ブレードランナー Blade Runner  (1982)
3. エイリアン ALIEN  (1979)
4. 未知との遭遇 Close Encounters of the Third Kind  (1977)
5. エイリアン2 ALIENS  (1986)
6. スター・ウォーズ Star Wars (1977)
7. 未来世紀ブラジル Brazil （1985）
8. メトロポリス Metropolis （1927）
9. ターミネーター Terminator (1984)
10. スター・ウォーズ/帝国の逆襲 The Empire Strikes Back（1980）

## 関連書
- 北島明弘　『世界SF映画全史』　愛育社  ISBN 4-7500-0258-5